# MiniSD

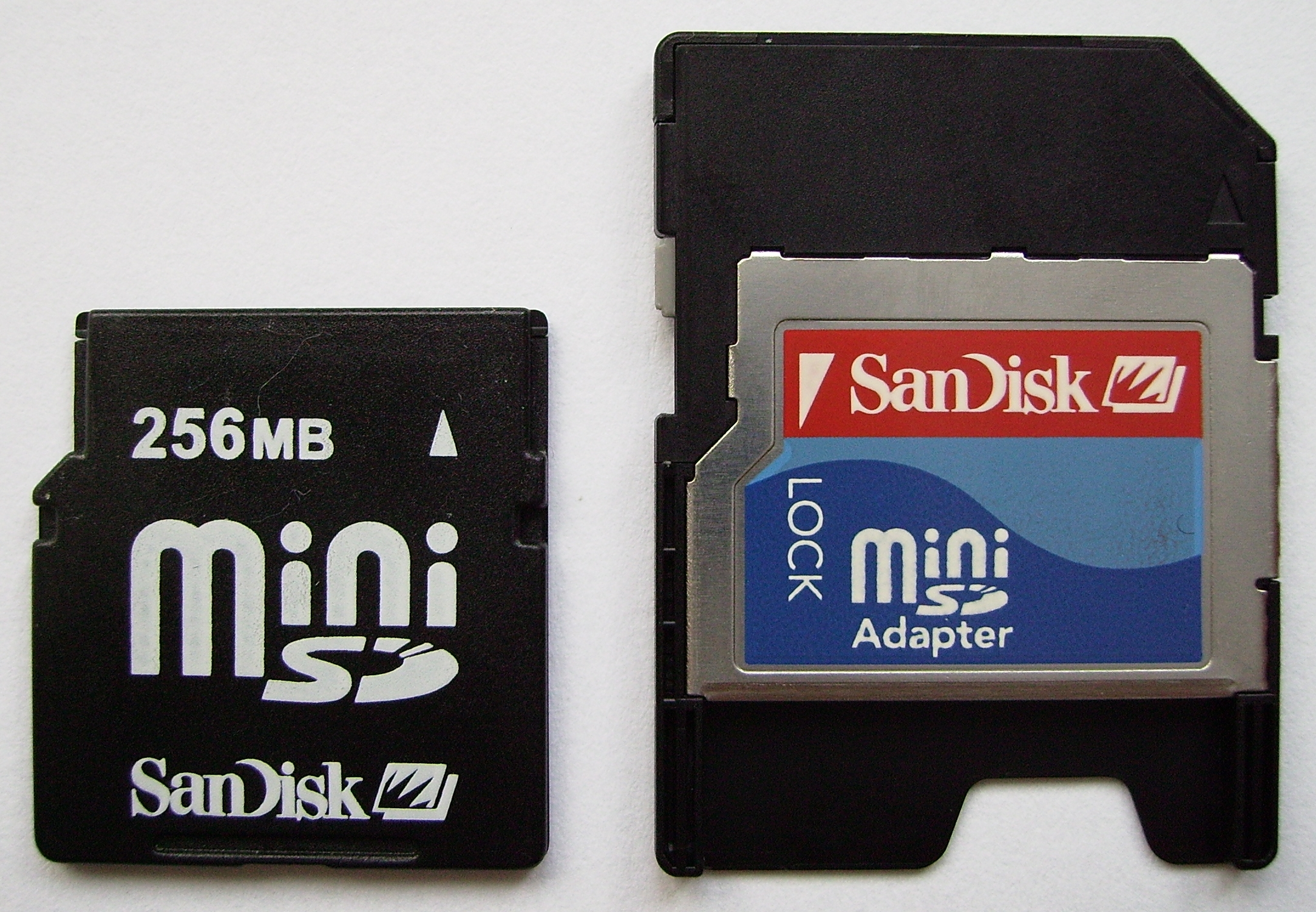
miniSD-kort och adapter

miniSD är en mindre variant av SD minneskort, den används i många mindre tillbehör såsom mobiltelefoner och kameror.